# 야쿠시 카부토
야쿠시 카부토(일본어: 薬師 カブト 야쿠시 가부토[*])는 만화 《나루토》의 등장인물이다.
성우: 칸나 노부토시 / 김장
과거 인계대전 당시 빈사의 상태에 놓여있던 카부토는 고아들을 돌보는 야쿠시 노노우라는 수녀에게 구조되었다. 자신의 부모님은 물론 이름도 기억하지 못하는 상황에서 고아원의 아이들 중 한 명인 '우루시'라는 소년이 머리를 보호하라면서 장난으로 투구를 씌워준 것을 계기로 이름이 카부토가 되었다. 카부토가 있던 고아원은 운영자금이 부족하여 사정이 좋지 않았는데, 인계대전에서 부상당한 부상자들을 치료하면서 돈을 벌었다. 이 때 카부토는 처음으로 오로치마루와 만났다. 어린 나이에도 의료인술에 재능을 보인 카부토를 눈여겨 본 오로치마루가 카부토에게 닌자가 될 생각이 없냐고 제안하지만 거절한다.
그러던 중 나뭇잎 마을 암부 뿌리의 수장인 단조가 과거 자신의 부하였던 노노우에게 복귀를 제안하면서 말을 안들으면 보육원을 없애버리겠다는 협박을 하자 어쩔 수 없이 응하는 사건이 발생한다. 이때 볼모를 1명 잡아가겠다는 단조 부하의 제안에 카부토가 자청을 하였고, 모두의 만류에도 불구하고 카부토는 나뭇잎 마을로 들어가게 된다. 카부토는 암부 뿌리측에 협력하면서 본격적으로 의료닌자 기술을 배우며 실력을 키우게 된다. 이후에는 각국을 돌며 스파이 임무를 맡다가 바위 마을에서 자신을 습격한 어떤 닌자를 죽이게 되었는데, 알고보니 자신이 죽인 그닌자가 바로 양어머니였던 '야쿠시 노노우'였다. 놀란 카부토는 급히 치료 인술을 걸어주나, 자신을 전혀 기억하지 못하고 누구냐고 물어보는 양어머니를 보고 혼란에 빠진 상태에서 다시 오로치마루를 만나게 된다. 오로치마루는 뿌리에 대한 기밀정보를 너무 많이 알게 된 자신과 양어머니 노노우를 동시에 제거하기 위하여 단조가 일을 꾸몄다는 사실과 단조가 두사람을 처음부터 철저하게 이용하고 버리려 했다는 진실을 알려준다. 격분한 카부토는 오로치마루를 공격하는데, 오로치마루는 카부토가 다시 살아갈만한 정체성을 알려주겠다는 제안을 한다. 이후부터 카부토는 오로치마루의 제안을 받아들이고 그의 충실한 심복이 되었다. 그는 오로치마루의 계획대로 다시 나뭇잎 마을에 복귀하여 정보를 빼냄과 동시에 사소리의 밑으로 들어가 아카츠키의 정보를 빼내는 스파이로 활동한다. 그 외에는 오로치마루의 생체 실험 보조 등의 활동을 한다.
나루토 1부에선 나뭇잎 마을에서 열리는 중급닌자 시험에 참여하여 오로치마루의 《나뭇잎 부수기》를 물밑에서 도움과 동시에 오로치마루의 새로운 전생체로 선택된 우치하 사스케에 대한 정보를 빼내는 일을 맡는다. 오로치마루가 3대 호카게의 시귀봉진에 당하여 양팔이 봉인되자 몸이 불편해진 오로치마루를 대신하여 여러 가지 일들을 처리하는데, 이때 카부토의 의료닌자로서의 재능과 실력이 대단하다는 사실이 드러난다. 전설의 3닌자 중 1명인 의료인술의 대가 센쥬 츠나데와 접선하는 에피소드에서 카부토가 사용하는 의료인술과 재능, 센스 등은 전성기 시절의 자신을 능가한다고 츠나데가 칭찬하는 수준이다.
나루토 2부에선 오로치마루가 전생술의 그릇으로 삼으려던 우치하 사스케가 오히려 오로치마루를 죽이고 아지트를 떠나자 오로치마루의 시체의 일부를 자신의 왼쪽 팔에 이식하였고, 그 뒤 우즈마키 나루토 일행에게 나타나 아카츠키에 대하여 수집한 정보를 모은 책을 넘겨줌과 동시에 자신이 새로운 오로치마루가 되겠다는 야심을 보여준다. 이후 제 4차 인계대전이 시작하기 직전 토비의 앞에 나타나 예토전생으로 과거의 강력했던 닌자들을 살려서 보여준뒤 토비가 일으킬 전쟁에 한몫 거들어 주겠다는 제안을 한다. 동맹의 대가는 실험체로 사용할 우치하 사스케를 넘겨받는 것이다. 카부토는 4차 닌자대전이 시작되자 5대국의 이전 카게들과 과거의 강자들을 예토전생으로 부활시켜 닌자 연합군을 공격하였다. 도중, 자신이 예토전생시킨 우치하 이타치와 그를 따라온 우치하 사스케를 상대하게 되는데, 이때 자신이 용지동의 '백사선인' 밑에서 수련을 거쳐 뱀선인술을 사용할 수 있다는 사실을 보여준다.